# Konrad Sutarski
Konrad Sutarski (ur. 21 września 1934 w Poznaniu) – poeta, inżynier mechanik, doktor technicznych nauk rolniczych, działacz polonijny, polityk mniejszościowy i dyplomata, były przewodniczący Ogólnokrajowego Samorządu Mniejszości Polskiej na Węgrzech.

## Życiorys
Syn Bogumiła (1903–1940), podporucznika kawalerii rezerwy Wojska Polskiego, zamordowanego w Charkowie, i Janiny z Dymkowskich (1905–1980).
Inżynier mechanik po Politechnice Poznańskiej (1958). W 1969 na Uniwersytecie Nauk Rolniczych, Budapest-Gödöllő uzyskał doktorat technicznych nauk rolniczych.
Jest współzałożycielem grupy poetyckiej Wierzbak. W 1965 zdecydował się wyjechać na stałe do Budapesztu, skąd pochodziła jego żona. Pracował zawodowo jako konstruktor maszyn rolniczych. Jego kombajny do zbioru fasoli, winogron, czy papryki zdobywały światowe patenty. W czasie pobytu na Węgrzech pisał nadal wiersze.
W swoim dorobku posiada ponad 20 książek, w tym pięć własnych książek poetyckich (wśród nich dwa wybory), jest też autorem szeregu książkowych wyborów poetyckich (z języka węgierskiego, wśród nich trzech antologii poezji). Za całokształt działalności na polu kultury, otrzymał w 1992 najbardziej liczącą się na Węgrzech, niepaństwową nagrodę im. G. Bethlena.
Zajmował się także działalnością polonijną. Od 1990 do 1992 dyrektorował Instytutem Polskim w Budapeszcie. Był pierwszym, trzykrotnym przewodniczącym Ogólnokrajowego Samorządu Mniejszości Polskiej na Węgrzech (1995–1999 i 2001–2007); inicjatorem utworzenia (w 1996) i nieformalnym kierownikiem Forum Twórców Polonijnych na Węgrzech, inicjatorem założenia (w 1998) i dyrektorem Muzeum i Archiwum Węgierskiej Polonii.
Członek Stowarzyszenia Pisarzy Polskich i Związku Pisarzy Węgierskich. 
W 2005 odznaczony Krzyżem Kawalerskim Orderu Zasługi RP. W 2013 prowadzone przez niego muzeum wyróżniono węgierską Państwową Nagrodą Narodowościową. Jego żona jest Węgierką.